# Silvia Peláez

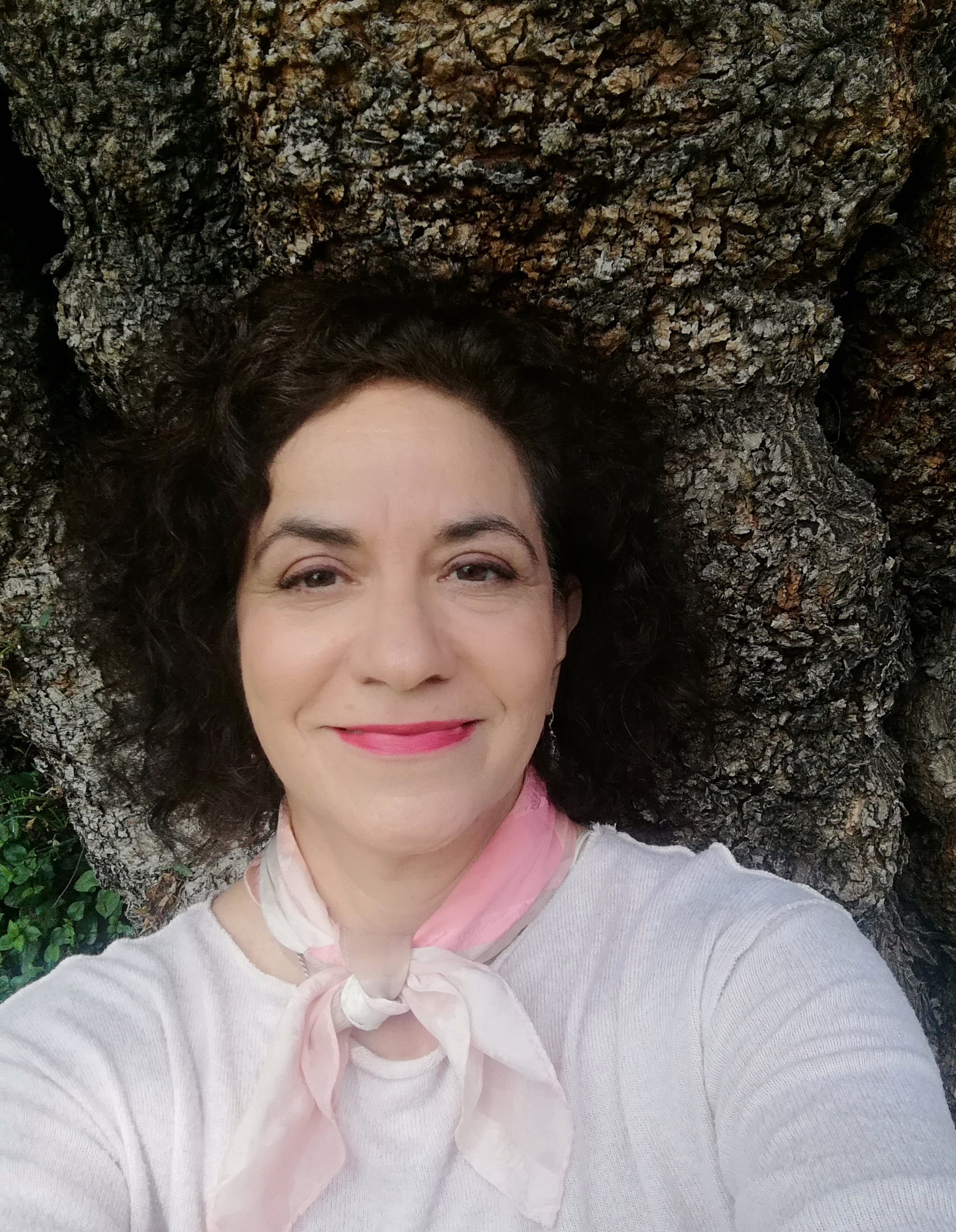
Silvia Peláez. Escritora

Silvia Peláez (Cuernavaca, Morelos, México) es escritora de teatro, dramaturga, libretista, directora teatral, investigadora, docente, traductora, guionista y narradora mexicana. Estudió Licenciatura en Comunicación Social en la Universidad Autónoma Metropolitana unidad Xochimilco y se tituló con la tesis Teatro de revista en México y la maestría en la misma disciplina en la Universidad Nacional Autónoma de México centrándose en el estudio y enseñanza de la adaptación de textos narrativos para la escena teatral. Desde 1989 escribe para el teatro y suma a la fecha más de 50 obras teatrales. Autora del libro Oficio de dramaturgo y del CD Dramaturgas mexicanas contemporáneas. Miembro del Sistema Nacional de Creadores FONCA. En 2022 recibió la Venera Morelos en Arte y Cultura, morelense de excelencia por parte del Gobierno del Estado de Morelos.

## Dramaturgia
En 1989, obtuvo el primer lugar en el certamen de los Juegos Florales del Estado de Guerrero con su primera obra dramática escrita, La espera y decide volcarse a la dramaturgia. A la fecha tiene escritas 40 obras teatrales, entre las que destacan La Bolivariada escrita en 1990; La vida comienza mañana escrita en el mismo año y publicada en la revista Repertorio; Velorio de 1991 publicada por la Universidad Autónoma de Nuevo León; Luna de sangre de 1992; Las panaderas escrita en 1992 con motivos de la conmemoración del descubrimiento de América; Morir de risa escrita en 1994; El vampiro de Londres de 1994; El guayabo peludo llevada a escena con gran éxito durante 1995 y 1996 y presentada en el Festival Internacional Cervantino de 2000; Linares el detective cuyo título original es Suicidio a dos manos escrita en 1997 y llevada a escena en 1998; Susurros de inmortalidad de 1998; The Love Song of J. Alfred Prufrock de 1995 leída en Chicago durante el Open Sunday de The Ragdale Foundation; Fascinación por lo verde publicada por el Centro de Artes Escénicas del Noroeste en 2003; Ecos de México escrita en 2004 para conmemorar el X aniversario del Centro Nacional de las Artes; Érszebet, la bañista de la tina púrpura escrita en 2006 y tercera de la Trilogía vampírica; Fiebre 107 grados traducida al inglés en 2004 y llevada a escena en 2006 y 2007 por la Compañía Nacional de Teatro. Algunas de éstas han sido presentadas en Chicago, Manila y Nueva York.

## Obras
1.	La espera, 1989. Premio Juegos Florales de Guerrero, 1990. 

2.	"La vida empieza mañana" (después titulada: La vida comienza tomorrow). Publicada en Revista Tramoya.

3.	"La Bolivariada", 1989 (UNAM, Anfiteatro Simón Bolívar).

4.	"Fascinación por lo verde", 1990. Escrita con la beca del Centro Mexicano de escritores (publicada)

5.	"Velorio", 1990. Escrita con la beca del Centro Mexicano de escritores, 1990. Primer lugar Concurso nacional de dramaturgia UANL’90 (publicada).

6.	"Un sueño realizado", 1990. Escrita con la beca del Centro Mexicano de Escritores.

7.	"Luna de sangre", 1991. Estrenada en la Casa Universitaria del Libro, UNAM, 1992

8.	"Las panaderas", 1992. Escrita con motivo del V aniversario del Descubrimiento de América

9.	"Las hermanas", 1991. Publicada en revista El Hechicero, Querétaro, 1991

10.	"El vampiro de Londres". Estrenada en el Teatro El Galeón, 1994 (incluida enTrilogía vampírica).

11.	Morir de risa, 1995. Primera versión estrenada en XII Festival del Centro Histórico, 1995. Adaptación para radio y producida por IMER, 1999.

12.	El guayabo peludo, 1995. Estrenada en Teatro Santa Catarina, 1995. Temporada de un año en La gruta, 1996-1997. Festival Internacional Cervantino, 2001.

13.	Wild Garden/Jardín salvaje, 1995 (obra bilingüe). Escrita con la beca en Ragdale Foundation, FONCA-National Endowment for the Arts.

14.	The Love Song, 1995. Leída en Ragdale Foundation.

15.	Suicidio a dos manos, 1995. Primer lugar en el Concurso Rodolfo Usigli de Teatro Policiaco, 1994. Estrenada como Linares el detective en el Sótano de Arquitectura, 1997.

16.	Quetzalcóatl en Amatlán, 1995. Escrita con la beca de Jóvenes Creadores FONCA/Estado de Morelos. Publicada en la Trilogía Morelense, Gobierno del estado de Morelos.

17.	Camino del olvido, 1996. Escrita con la beca de Jóvenes Creadores FONCA/Estado de Morelos.

18.	Tarde con olor a mango, 1996. Escrita con la beca de Jóvenes Creadores FONCA/Estado de Morelos.

19.	Ciriquisiaca, 1996. Escrita con la beca Gateways’96.

20.	Susurros de inmortalidad ,1998. Estrenada en el Teatro Helénico, 1998. (publicada en Trilogía vampírica como Inmortalidad).

21.	Las bromas del saber, 1999.

22.	Fámula obsesión, 1999.

23.	Fiebre 107 grados, 2001 (primera versión). Escrita con la beca FONCA/WRITERS ROOM. Leída en versión bilingüe por Lark Theater Company, Nueva York, 2001.
 
24.	Battery Park 9/11. Obra escrita a partir de mis vivencias durante el 11 de septiembre de 2001 en Nueva York.

25.	Érszebet, la bañista de la tina púrpura, 2002 .Estrenada en el Teatro La Capilla, 2005 (publicada en Trilogía vampírica).

27.	Ecos de México, 2004. Estrenada en el Teatro de las Artes del CENART.

28.	Desolados, 2005.

29.	Cuestionario para Horacio, 2006.

30.	Paseo por Cuernavaca, 2007. Escrita con la beca de Creadores con Trayectoria Instituto de Cultura del Estado de Morelos.

31.	Yo lo conocí guayabo, 2007. Escrita con la beca de Creadores con Trayectoria Instituto de Cultura del Estado de Morelos.

32.	Acorazados, 2007. Escrita con la beca de Creadores con Trayectoria Instituto de Cultura   del Estado de Morelos, (publicada).

33.	De carne y hueso, 2007-2008.

34.	Charla con Liszt, revista Tramoya, 2010.

35.	Patria al diván (2010, Comisionada por el Sistema de Teatros de la Ciudad de México).

36.	Tela de araña, 2011.

37.	Rumores entre Hitler y Kafka, 2011.

38.	Sólo vine a ver el jardín, 2011 (publicada en CELCIT).

39.	Visiones o complejo de Casandra (2013).

40.	Anfibigüedad (2012) (lectura dramatizada).

41.	Líquido humor. Obra interdisciplinaria sobre Sor Juana. (2012).

42.	Venganza (2013). Adaptación a partir del cuento Un sueño realizado de Juan Carlos Onetti.

43.	una Soledad demasiado sola (2014).

44.	Paseo por las estrellas (2015, estrenada).

45.	Coco, Mademoiselle Gabrielle (2015, estrenada. Temporadas 2015, 2016).

46.	Casa chica (2015). Adaptación de algunos cuentos de La casa chica de Mónica Lavín.

47.	Lenz (2016, estrenada). Adaptación a partir de la novela corta homónima de Georg Büchner.

48.	Instantes (2016, estrenada). Adaptación a partir de textos de Rainer Maria Rilke.

49.	Uróvoro/Qué sabe el pez del agua (proyecto global Climate Change Theater Action, 2016)

50.	A punto de veneno (2016-2017). Coescrita con Guillermo Heras.

51.	Luciérnaga. Monodrama musical para soprano, actor, ensamble de cámara, multimedia y electroacústica. (Música de "Gabriela Ortiz". Estrenada en 2018. Festiva Vértice/UNAM.

## Televisión
"Voz de Mujer". A partir de 2017, tiene un programa de entrevistas con mujeresdestacadas en el arte, la ciencia, la cultura, titulado "Voz de mujer", producido y transmitido por "Canal 22" http://noticias.canal22.org.mx/2017/06/16/canal-22-estrena-la-serie-voz-de-mujer/
"Recovecos o el campo léxico del escabeche". (2012). Adaptada para el programa televisivo Teatro Estudio de Canal Once, Instituto Politécnico Nacional.

## Puestas en escena
Las obras de Silvia Peláez han sido llevadas a escena por diferentes directores y productores. 1990. ‘'La Bolivariada, anfiteatro Simón Bolívar. 1992. ‘'Luna de sangre, Casa del Libro, Universidad Nacional Autónoma de México. 1994. Morir de risa, Festival del Centro Histórico. 1994. El vampiro de Londres, teatro El Galéon, centro cultural del Bosque. 1995. The Love Song of J. Alfred Prufrock, Second Sunday, Ragdale Foundation, Lake Forest, Illinois. 1995 y 2000. El guayabo peludo, Teatro Santa Catarina, Universidad Nacional Autónoma de México y Festival Internacional Cervantino. 1997. Linares el detective, Sótano del Teatro Carlos Lazo de la Factultad de Arquitectura. 1998.Susurros de inmortalidad, Teatro Helénico. 2004. Ecos de México, Teatro de las Artes, Centro Nacional de las Artes. 2006. Érszebet, la bañista de la tina púrpura, Teatro La Capilla. 2007. Fiebre 107 grados, Teatro El Galeón, Compañía Nacional de Teatro.

## Ópera
Luciérnaga, ópera de cámara Monodrama musical para soprano, actor, ensamble de cámara y multimedia, con música de Gabriela Ortiz (2018) Comisionada por la UNAM en el marco de la Conmemoración del 50 aniversario del Movimiento Estudiantil de 1968. Libreto a partir del encierro de Alcira Soust Scaffo durante la toma de la UNAM por el ejército en el 68. En 1953, Alcira Soust Scaffo (1924-1997), viajó de Uruguay a México para continuar sus estudios en la UNAM y se rodeó de personalidades como el escritor mexicano José Revueltas. Participaba, como muchos otros, en el Movimiento estudiantil, cuando el 18 de septiembre de 1968 el ejército invadió la Universidad Nacional y, esa noche, Alcira se ocultó en el baño de hombres de la Torre de Humanidades, donde sobrevivió durante 12 días a base de papel y agua. Fue encontrada desfalleciente por el poeta Rubén Bonifaz Nuño y el historiador Alfredo López Austin. Años después, con apoyo de amigos, regresó a Uruguay con su familia en junio de 1988. Allá siguió recorriendo calles y regalando al mundo sus poemas hasta que su luz se extinguió en un hospital de Montevideo el 30 de junio de 1997. De esta historia, surge Luciérnaga, una ópera sobre la resistencia del individuo frente a las fuerzas del poder y el arte como salvación.
Remolino soy. Libreto para ópera sobre la chamana mexicana María Sabina, 2021. (Sin estrenar.)
Tornaviaje. Libreto para ópera sobre la identidad, y el retorno a casa, 2022. (Sin estrenar.)